# Льюис, Эдди
Э́двард Дже́ймс Лью́ис (англ. Edward James Lewis; 17 мая 1974, Серритос) — американский футболист, полузащитник.

## Ранние годы
Эдди Льюис сначала учился в высшей школе Серритоса, позже в Калифорнийском университете в Лос-Анджелесе где играл за местную команду УКЛА Брюинз. На драфте 1996 года он был выбран в третьем раунде командой «Сан-Хосе Клэш». За этот клуб Эдди выступал до 1999 года, сыграл 115 матчей и забил 9 голов.

## Карьера

### В клубах
В 2000 году Льюис уехал в Европу, став игроком английского «Фулхэма». В первом дивизионе, в сезонах 1999/2000 и 2000/01, он провёл 15 матчей. По итогам последнего сезона «Фулхэм» занял первое место и вышел в Премьер-лигу. Однако там Эдди сыграл лишь один матч и в августе 2002 перешёл в «Престон Норт Энд». За этот клуб он сыграл 111 матчей, забив 15 мячей. С 2005 по 2007 год Льюис играл за «Лидс Юнайтед», потом сезон 2007/08 провёл в «Дерби Каунти». В Премьер-лиге «бараны» заняли последнее место и вылетели, а Эдди вернулся в Америку, два года отыграл за «Лос-Анджелес Гэлакси» и затем завершил карьеру

### В сборной
За национальную сборную США Льюис дебютировал 16 октября 1996 года во встрече против Перу из-за того, что многие основные игроки бойкотировали сборную из-за проблем с зарплатами. Первым турниром Эдди стал Кубок конфедераций 1999 года. Там сборная США заняла 3-е место. Позже Льюис ещё раз выступал на Кубке конфедераций, в 2003 году. Также он принимал участие в двух чемпионатах мира: в 2002 и 2006 годах. Всего на мировых первенствах Эдди провёл 5 матчей. В общей сложности за команду Льюис сыграл 82 матча и забил 10 мячей.